# Amos Johnson
Amos Johnson (* 9. April 1941 im Sampson County) ist ein ehemaliger US-amerikanischer Automobilrennfahrer.

## Karriere im Motorsport
Amos Johnson war viele Jahre der Teampartner von Roger Mandeville in den diversen Rennversionen des Mazda RX-7 bei Sportwagenrennen in Nordamerika und in den 1980er-Jahren einer der bekanntesten Rennfahrer in der IMSA-GTP-Serie. Viermal in Folge beendete er die IMSA-GTU- oder GTO-Klasse als Gesamtdritter des Jahres. 1983, hinter Roger Mandeville und Jim Downing, 1984 hinter Mandeville und Gene Felton, 1985 hinter Jack Baldwin und Chris Cord sowie 1986 hinter Tommy Kendall und Mandeville. 1987, 1988 und 1989 wurde er Gesamtzweiter, wobei er 1989 mit 26 Punkten Rückstand auch Butch Leitzinger im Nissan 240SX dem Gesamtsieg am nächsten kam. Sein größter Erfolg im internationalen Motorsport war der Gesamtsieg beim 6-Stunden-Rennen von Daytona 1981, einem Wertungslauf der Sportwagen-Weltmeisterschaft dieses Jahres.
Einmal, beim Talladega 500 1969 war er auch bei einem Rennen im NASCAR-Sprint Cup am Start, das er als 13. der Endwertung beenden konnte.

## Statistik

### Sebring-Ergebnisse
| Jahr | Team                   | Fahrzeug       | Teamkollege      | Teamkollege      | Platzierung             | Ausfallgrund     |
| ---- | ---------------------- | -------------- | ---------------- | ---------------- | ----------------------- | ---------------- |
| 1970 | Simone Fleming         | Fiat 124 Coupé | Paul Fleming     | Bill Bowers      | Disqualifiziert         |                  |
| 1973 | Levi’s Team Highball   | AMC Gremlin    | Whit Diggett     |                  | Rang 25                 |                  |
| 1979 | Roger Mandeville       | Mazda RX-7     | Roger Mandeville | Jim Downing      | Rang 13                 |                  |
| 1980 | Caribbean AMC Jeep     | AMC Spirit     | Dennis Shaw      | Lou Statzer      | Ausfall                 | Motorschaden     |
| 1981 | Mandeville Racing Ent. | Mazda RX-7     | Roger Mandeville |                  | Ausfall                 | Kraftübertragung |
| 1982 | Mandeville Auto Tech   | Mazda RX-7     | Roger Mandeville | Jeff Kline       | Rang 6 und Klassensieg  |                  |
| 1983 | Mandeville Auto Tech   | Mazda RX-7     | Roger Mandeville | Danny Smith      | Ausfall                 | Motorschaden     |
| 1984 | Mandeville Auto Tech   | Mazda RX-7     | Roger Mandeville | Danny Smith      | Rang 17                 |                  |
| 1985 | Team Highball          | Mazda RX-7     | Dennis Shaw      | Jack Dunham      | Ausfall                 | Getriebeschaden  |
| 1986 | Team Highball          | Mazda RX-7     | Dennis Shaw      | Jack Dunham      | Ausfall                 | Defekt           |
| 1987 | Team Highball          | Mazda RX-7     | Dennis Shaw      |                  | Rang 28                 |                  |
| 1988 | Team Highball          | Mazda RX-7     | Dennis Shaw      |                  | Rang 14 und Klassensieg |                  |
| 1989 | Team Highball          | Mazda RX-7     | Dennis Shaw      | Paul Lewis       | Rang 17                 |                  |
| 1990 | Downing Atlanta        | Mazda RX-7     | John O’Steen     | Jim Downing      | Ausfall                 | Differential     |
| 1995 | Douglas Campbell       | Mazda RX-7     | Ralph Thomas     | Douglas Campbell | Rang 45                 |                  |